# Dryomys laniger
Dryomys laniger är en däggdjursart som beskrevs av Heinz Felten och Gerhard Storch 1968. Dryomys laniger ingår i släktet trädsovare, och familjen sovmöss. IUCN kategoriserar arten globalt som otillräckligt studerad. Inga underarter finns listade i Catalogue of Life.
Denna sovmus förekommer i Taurusbergen i Turkiet. Arten lever i regioner som ligger mer än 1500 meter över havet. Habitatet utgörs av klippiga områden med glest fördelade träd, bland annat Cedrus libani, äkta cypress, Abies cilicica, Quercus coccifera och arter av ensläktet.
Arten når en kroppslängd (huvud och bål) av 81 till 96 mm, en svanslängd av 51 till 74 mm och en vikt av 14 till 28 g. Den har 14 till 18 mm långa bakfötter och 11 till 16,5 mm långa öron. Dryomys laniger är lite mindre än de andra två arterna i samma släkte. Den har gråaktig päls på ovansidan och krämfärgad päls på undersidan. Kännetecknande är den smala brunsvarta ringen kring varje öga (andra trädsovare har en stor mörk ansiktsmask). Även svansen är grå på toppen och vitaktig på undersidan och gränsen är mera tydlig än hos andra trädsovare.
Individerna är främst aktiva på natten och de äter huvudsakligen insekter (främst skalbaggar och gräshoppor) som kompletteras med olika växtdelar. Arten håller från senare oktober till början eller mitten av april vinterdvala. Arten har fotsulor med bra vidhäftning som ger den bättre förmågan att klättra i klippig terräng. Liksom geckoödlor har denna sovmus många lameller på sulorna. I utbredningsområdet finns många bergssprickor där Dryomys laniger kan gömma sig. Dräktiga honor hittades i juni och ungar iakttogs tidigast i augusti. Antagligen har honor bara en kull per år med 3 till 5 ungar.